# Пенамакор
Пенамакор (порт.  Penamacor; [pɨnɐmɐ'koɾ]) — посёлок городского типа в Португалии, центр одноимённого муниципалитета в составе округа Каштелу-Бранку. Население — 1700 человек (посёлок), 6,7 тыс. человек (муниципалитет). Посёлок и муниципалитет входят в Центральный регион. По старому административному делению входил в провинцию Бейра-Байша.

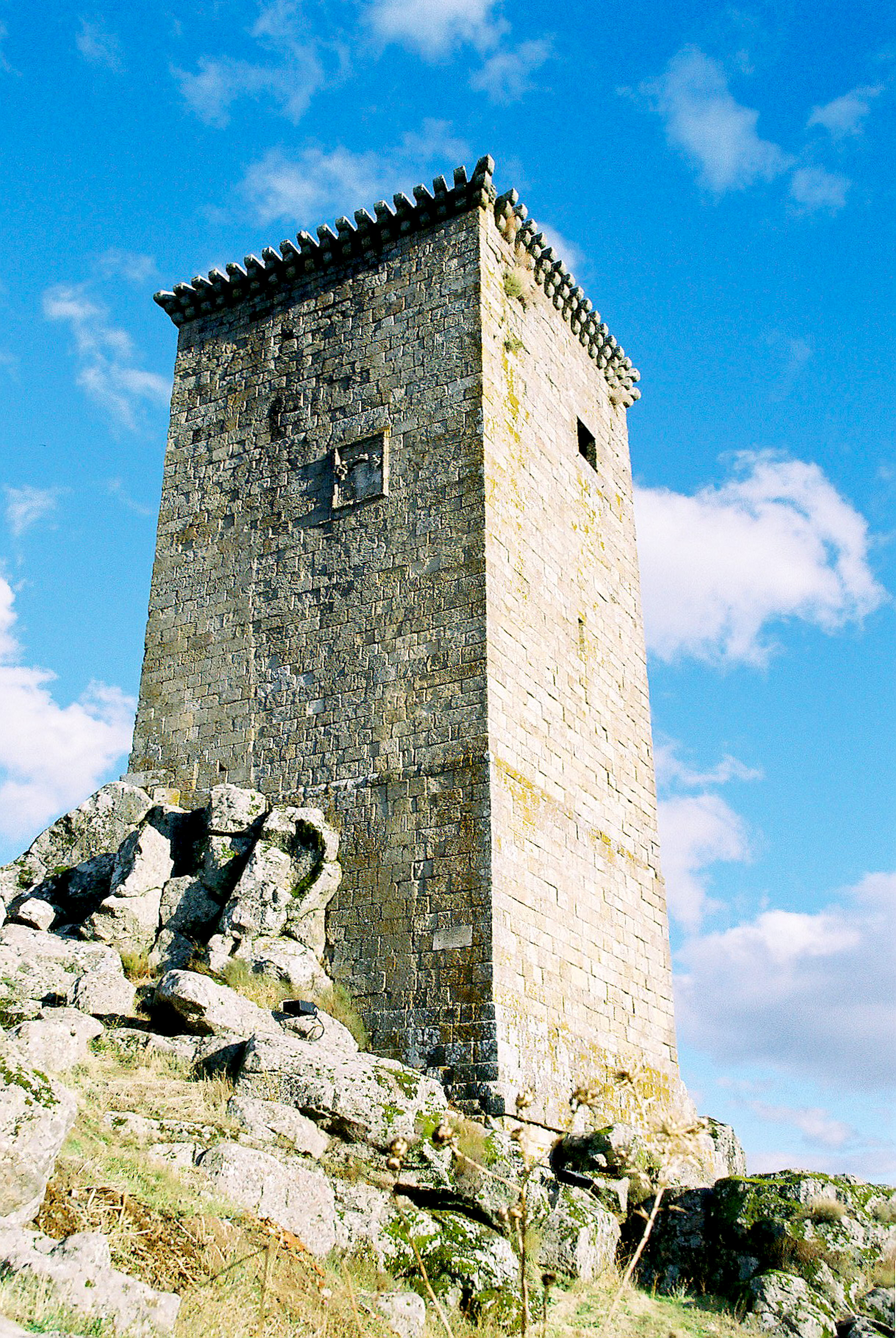

Покровителем посёлка считается Иаков Зеведеев.

## Расположение
Посёлок расположен в 48 км на северо-восток от административного центра округа города Каштелу-Бранку.
Муниципалитет граничит на севере с муниципалитетом Сабугал, на востоке с Испанией, на юге с муниципалитетом Иданья-а-Нова и на западе с муниципалитетом Фундан.

## Население
| Население муниципалитета Пенамакор (1801—2004) | Население муниципалитета Пенамакор (1801—2004) | Население муниципалитета Пенамакор (1801—2004) | Население муниципалитета Пенамакор (1801—2004) | Население муниципалитета Пенамакор (1801—2004) | Население муниципалитета Пенамакор (1801—2004) | Население муниципалитета Пенамакор (1801—2004) | Население муниципалитета Пенамакор (1801—2004) | Население муниципалитета Пенамакор (1801—2004) |
| ---------------------------------------------- | ---------------------------------------------- | ---------------------------------------------- | ---------------------------------------------- | ---------------------------------------------- | ---------------------------------------------- | ---------------------------------------------- | ---------------------------------------------- | ---------------------------------------------- |
| 1801                                           | 1849                                           | 1900                                           | 1930                                           | 1960                                           | 1981                                           | 1991                                           | 2001                                           | 2004                                           |
| 5259                                           | 7498                                           | 13 179                                         | 15 724                                         | 16 659                                         | 9524                                           | 8115                                           | 6658                                           | 6160                                           |

## История
Поселок основан в 1189 году.

## Районы
В муниципалитет входят следующие районы:
1. Алдейя-де-Жуан-Пиреш
2. Алдейя-ду-Бишпу
3. Араньяш
4. Бемпошта
5. Бенкеренса
6. Меймоа
7. Мейман
8. Педроган-де-Сан-Педру
9. Пенамакор
10. Салвадор
11. Вале-да-Сеньора-да-Повуа
12. Агуаш